# Steenwijk
Steenwijk je město v nizozemské provincii Overijssel.

## Historie
Steenwijk získal městská práva v roce 1327. Během osmdesátileté války bylo město v roce 1581 dobyto španělskou armádou, nizozemskému státu bylo vráceno v roce 1592. Město bylo v minulosti[kdy?] opevněno, dnes jsou v centru jen nepatrné zbytky městských hradeb a zemních valů.

## Doprava
Ve městě se nachází železniční stanice.